# Articulación lingüística
La articulación lingüística es el fundamento estructural que explica por qué una lengua carece de límites explícitos acerca de lo que se puede expresar en ella, a diferencia de lo que ocurre con otros sistemas de comunicación más restringidos.
El principio de la articulación lingüística pone de manifiesto el hecho de que las secuencias lingüísticas, a las que atribuimos un significado global, pueden ser descompuestas o analizadas en segmentos menores que presentan también una cara de significado y una cara de significante y que pueden ser empleados como constituyentes de secuencias distintas a aquellas en que han sido obtenidas. A su vez, estos segmentos pueden ser analizados en otros y estos en otros; hasta llegar a las unidades mínimas.
La importancia de este fundamento, debido al cual una lengua puede expresar un conjunto no cerrado de proposiciones y que permite además traducir a ella cualquier cosa expresada en un sistema semiótico distinto, fue puesta de relieve, entre otros, por André Martinet, para quien la articulación era el rasgo auténticamente diferencial de las lenguas humanas. La recursividad de la lengua es un aspecto creativo, señalado por el enfoque generativista, que serviría para la articulación lingüística.

## Doble articulación lingüística
La doble articulación del lenguaje se refiere al procedimiento que el ser humano realiza inconscientemente. La primera articulación se refiere a los monemas o morfemas y la decodificación llevada a cabo para entender un mensaje. La segunda articulación comprende la descomposición de los monemas en sus fonemas constituyentes.
La doble articulación es un aspecto de la articulación lingüística consistente en la emisión de signos con significado (palabras u oraciones) mediante la emisión de unidades que en sí mismas carecen de significado (alófonos o fonemas)

## Fonética articulatoria
La fonética articulatoria estudia las características de los sonidos producidos por los flujos de aire en las cavidades articulatorias. El sonido del habla se estudia mediante cierto instrumental que generalmente incluye el espectrómetro que permite construir espectrogramas que muestran en qué frecuencias sonoras se concentra la potencia acústica emitida. Dicha distribución es específica para cada alófono o sonido segmental, y el patrón de cada alófono es usado por el oído para reconocer los diferentes sonidos del habla.